# Древние российские стихотворения
«Древние российские стихотворения» (первое издание вышло под названием «Древние русские стихотворения») — сборник русских былин, исторических и лирических песен и духовных стихов, собранный Киршей Даниловым и впервые изданный в 1804 году.

## История текста
Сборник был записан после 1742 года на Урале. Оригинал рукописи с 1768 года хранился у заводчика Прокопия Демидова, после его смерти перешёл к М. Н. Хозикову, а в 1802 году — к Фёдору Ключарёву. Русская старина тогда была в моде, так что Ключарёв поручил своему подчинённому Андрею Якубовичу подготовить материал к печати. В 1804 году под названием «Древние русские стихотворения» был издан первый вариант сборника, включавший 26 текстов из 71.
Книга имела успех у читателей. Она вызвала интерес Николая Румянцева, который купил рукопись за тысячу рублей и поручил Константину Калайдовичу подготовить новое издание, более полное. В 1818 году увидели свет «Древние российские стихотворения, собранные Киршею Даниловым», включавшие уже 61 текст (10 оставшихся Калайдович счёл непристойными).
За последующие 200 лет сборник много раз переиздавался, причём неизменно с цензурными купюрами из-за обсценной лексики в скоморошьих песнях. В 1995 году издательство «Ладомир» впервые опубликовало нецензурные фрагменты сборника в издании «Русский эротический фольклор» (серия «Русская потаённая литература»). В 2003 году издательство «Тропа Троянова» впервые выпустило полный текст сборника без купюр.

## Значение
Сборник значительно расширил представления образованной публики о русском эпосе и фольклоре: в его составе впервые были опубликованы тексты, рассказывающие о Добрыне Никитиче и Змее, о Садко, Щелкане Дудентьевиче, Иване Годиновиче, Гостье Терентьище, о взятии Казани. Предисловие Калайдовича ко второму изданию считается первым исследованием о русском эпосе.